# Grandvoir
Grandvoir (Waals: Grandvwar) is een dorp in de Belgische provincie Luxemburg en een deelgemeente van Neufchâteau.

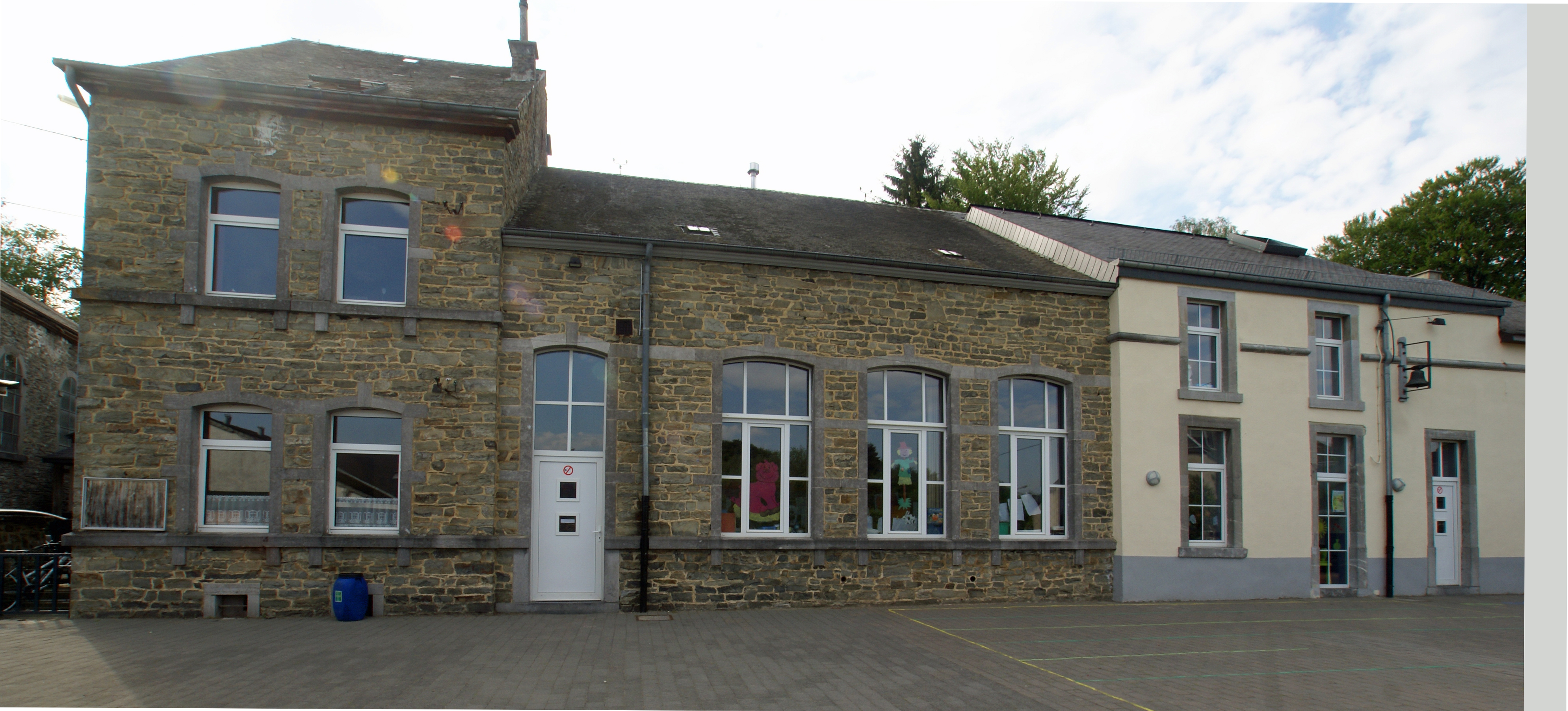
Gemeenteschool van Grandvoir

## Geschiedenis
De gemeente ontstond in 1903, toen Grandvoir werd afgesplitst van Tournay. In 1977 werd Grandvoir een deelgemeente van Neufchâteau.

## Demografische ontwikkeling
- Bronnen:NIS, Opm:1831 tot en met 1970=volkstellingen, 1976= inwoneraantal op 31 december

Deelgemeenten: Grandvoir · Grapfontaine · Hamipré · Longlier · Neufchâteau · Tournay

Overige dorpen en gehuchten: Cousteumont · Gérimont · Harfontaine · Hosseuse · Lahérie · Le Sart · Marbay · Massul · Molinfaing · Mon-Idée · Montplainchamps · Morival · Namoussart · Nolinfaing · Offaing · Petitvoir · Respelt · Semel · Tronquoy · Verlaine · Warmifontaine 

Belgische gemeenten · Arrondissement Neufchâteau · Luxemburg · Wallonië